# Craterostigmomorpha
Die Craterostigmomorpha sind eine Ordnung der zu den Tausendfüßern gehörenden Hundertfüßer. Es handelt sich mit nur zwei bekannten Arten um die kleinste Ordnung der Hundertfüßer. Die Ordnung ist in Tasmanien und Neuseeland verbreitet.

## Merkmale
Der Körper weist 21 Tergite (Rückenplatten), aber nur 15 Sternite (Bauchplatten) und 15 Beinpaare auf. Grund dafür ist, dass die sechs langen Tergite 3, 5, 7, 8, 10 und 12 geteilt sind. An diesen Segmenten befinden sich lateral Pleuraldrüsen mit unbekannter Funktion. Die Körperlänge beträgt bis zu 50 mm, die Körperfarbe ist meist von einem grünlichen braun mit einem rotbraunen Kopf. Der Kopf ist länger als breit und die Antennen bestehen aus 17–18 Segmenten und verjüngen sich zum Ende hin. Auf jeder Seite des Kopfes befindet sich eine Ocelle und die Maxillipeden sind von oben gut sichtbar. Auf dem Trochanter des 14. und 15. Beinpaares befindet sich ein langer apikaler Dorn. Die Analorgane werden von einer länglichen, ventral geöffneten Kapsel abgeschlossen, die gitterartig Öffnungen für die Coxalorgane aufweist. Es wird vermutet, dass die Funktion dieser Analorgane die Aufnahme von atmosphärischem Wasser und die Abgabe von Pheromonen ist. Das 16. Rumpfsegment (mit dem 15. Beinpaar) ist ein stark sklerotisierter Ring, bei dem keine Trennungen zwischen Sternit, Pleuriten und Tergit erkennbar sind.
Die Brutpflege durch die mütterlichen Tiere verbindet die Craterostigmomorpha mit den Epimorpha (Riesenläufer und Erdläufer), wodurch diese drei Ordnungen zusammen das Taxon Phylactometria bilden. Ein weiteres verbindendes Merkmal sind hierbei die Sternitporen, die klebrige oder giftige Sekrete zur Abwehr von Feinden und Parasiten absondern können.

## Verbreitung und Lebensraum
Die Ordnung ist in Tasmanien und Neuseeland verbreitet. In Neuseeland liegen die meisten Vorkommen dabei auf der Südinsel. In Tasmanien gibt es aus dem Südwesten der Insel weniger Funde als aus den restlichen Gebieten. Gelegentliche Verschleppungen an der Ostküste Australiens scheinen aufzutreten.
Craterostigmus tasmanianus ist in Tasmanien in Wäldern und Waldland zu finden, wie Regenwäldern, feuchten oder trockenen Eukalyptuswäldern, subalpinem Waldland, flussbegleitenden Wäldern und Sumpfwäldern. Die Art ist von Meeresspiegelniveau bis in 1300 m Höhe zu finden und wurde bislang weder in Mooren, noch Grasland oder Heide nachgewiesen. In den trockeneren Habitaten ist die Art auf permanent feuchte Mikrohabitate beschränkt, wie faulendes Totholz, tiefere Humusschichten und feuchte Laubstreu. Im Westen Tasmaniens ist die Art häufig und sehr resistent gegenüber Lebensraumzerstörung.

## Lebensweise

### Lebenszyklus
Die Befruchtung verläuft indirekt. Männchen setzen eine Spermatophore ab, die vom Weibchen in ihre Geschlechtsöffnung befördert wird. Weibchen von Craterostigmus tasmanianus legen etwa im September Gelege, die aus 44–77 Eiern bestehen, in kleine Hohlräume im Boden oder Kammern in verrottendem Holz. Die Weibchen betreiben zwischen September und April Brutpflege und rollen sich um die Eier oder Jungtiere. Während dieser Zeit nehmen sie keine Nahrung zu sich. Dabei putzen sie auch die Eier, um Pilzinfektionen vorzubeugen. Die Entwicklung der Craterostigmomorpha stellt ein Bindeglied zwischen der Entwicklung der basaleren Anamorpha und der weiter entwickelten Epimorpha dar. Dabei kommt es zu nur einem Stadium der Anamorphose. Frisch geschlüpfte Jungtiere besitzen bereits 12 Beinpaare und entwickeln die übrigen drei Beinpaare in einer einzigen weiteren Häutung. Ohne eine Untersuchung der Geschlechtsorgane können die Geschlechter der Craterostigmomorpha nicht unterschieden werden.

### Ernährung
Genaue Angaben über die Beutetiere fehlen bisher, aber die Beute umfasst vermutlich Flohkrebse, Landasseln, Doppelfüßer, Fliegenlarven, Käfer, Springschwänze, Milben und andere Hundertfüßer. In Gefangenschaft wurde beobachtet, wie Tiere ihre Giftklauen (Maxillipeden) benutzt haben, um Termiten aus Höhlen im Holz auszugraben, aber eine Assoziation mit Termiten konnte in der Natur noch nicht nachgewiesen werden. Eine Konkurrenz zu anderen Hundertfüßern oder wirbellosen Prädatoren ähnlicher Größe ist sehr wahrscheinlich.

## Systematik

### Äußere Systematik
Das folgende Kladogramm zeigt die Einordnung der Hundertfüßer-Ordnungen:
|           | Craterostigmomorpha                                                                             |
|           |                                                                                                 |
| Epimorpha | \| \| Scolopendromorpha (Riesenläufer) \| \| \| \| \| \| Geophilomorpha (Erdläufer) \| \| \| \| |
|           | \| \| Scolopendromorpha (Riesenläufer) \| \| \| \| \| \| Geophilomorpha (Erdläufer) \| \| \| \| |
|           | Scolopendromorpha (Riesenläufer)                                                                |
|           |                                                                                                 |
|           | Geophilomorpha (Erdläufer)                                                                      |
|           |                                                                                                 |

|  | Scolopendromorpha (Riesenläufer) |
|  |                                  |
|  | Geophilomorpha (Erdläufer)       |
|  |                                  |

|           | Craterostigmomorpha                                                                             |
|           |                                                                                                 |
| Epimorpha | \| \| Scolopendromorpha (Riesenläufer) \| \| \| \| \| \| Geophilomorpha (Erdläufer) \| \| \| \| |
|           | \| \| Scolopendromorpha (Riesenläufer) \| \| \| \| \| \| Geophilomorpha (Erdläufer) \| \| \| \| |
|           | Scolopendromorpha (Riesenläufer)                                                                |
|           |                                                                                                 |
|           | Geophilomorpha (Erdläufer)                                                                      |
|           |                                                                                                 |

|  | Scolopendromorpha (Riesenläufer) |
|  |                                  |
|  | Geophilomorpha (Erdläufer)       |
|  |                                  |

|           | Craterostigmomorpha                                                                             |
|           |                                                                                                 |
| Epimorpha | \| \| Scolopendromorpha (Riesenläufer) \| \| \| \| \| \| Geophilomorpha (Erdläufer) \| \| \| \| |
|           | \| \| Scolopendromorpha (Riesenläufer) \| \| \| \| \| \| Geophilomorpha (Erdläufer) \| \| \| \| |
|           | Scolopendromorpha (Riesenläufer)                                                                |
|           |                                                                                                 |
|           | Geophilomorpha (Erdläufer)                                                                      |
|           |                                                                                                 |

|  | Scolopendromorpha (Riesenläufer) |
|  |                                  |
|  | Geophilomorpha (Erdläufer)       |
|  |                                  |

|           | Craterostigmomorpha                                                                             |
|           |                                                                                                 |
| Epimorpha | \| \| Scolopendromorpha (Riesenläufer) \| \| \| \| \| \| Geophilomorpha (Erdläufer) \| \| \| \| |
|           | \| \| Scolopendromorpha (Riesenläufer) \| \| \| \| \| \| Geophilomorpha (Erdläufer) \| \| \| \| |
|           | Scolopendromorpha (Riesenläufer)                                                                |
|           |                                                                                                 |
|           | Geophilomorpha (Erdläufer)                                                                      |
|           |                                                                                                 |

|  | Scolopendromorpha (Riesenläufer) |
|  |                                  |
|  | Geophilomorpha (Erdläufer)       |
|  |                                  |

Diskutiert wurde auch eine andere taxonomische Einordnung, in der die Craterostigmomorpha das Schwestertaxon zu allen übrigen rezenten Hundertfüßern darstellen. Diese Einordnung basierte primär auf Analysen von Proteinen. Analysen der Morphologie und der ribosomalen RNA unterstützen die klassische Einordnung der Hundertfüßer, wie sie auch im obigen Kladogramm zu sehen ist.

### Innere Systematik
Die Ordnung besteht nur aus der Familie Craterostigmidae mit der Gattung Craterostigmus und zwei Arten:
- Craterostigmidae
  - Craterostigmus Pocock, 1902
    - Craterostigmus crabilli Edgecombe & Giribet, 2008 – Neuseeland
    - Craterostigmus tasmanianus Pocock, 1902 – Tasmanien

Während die Originalbeschreibung durch Pocock die Art Craterostigmus tasmanianus und die Gattung Craterostigmus beschrieb, lassen sich keine Autorenangaben zur Familie Craterostigmidae und Ordnung Craterostigmomorpha finden. Die Monophylie und der Status der Ordnung sind aber unumstritten.
Es wird davon ausgegangen, dass die Ordnung Craterostigmomorpha einst weitaus artenreicher war als heutzutage.

## Historie
Lange Zeit wurde vermutet, es gäbe nur eine einzige Art in der Ordnung, die sowohl in Tasmanien als auch Neuseeland verbreitet wäre, da es keine morphologischen Unterschiede der tasmanischen und neuseeländischen Exemplare gab. Durch eine phylogenetische Studie von Edgecombe und Giribet konnte jedoch gezeigt werden, dass die Tiere aus Neuseeland (Craterostigmus crabilli) genetische Unterschiede zu den tasmanischen Exemplaren (Craterostigmus tasmanianus) aufweisen. Außerdem bleiben sie kleiner und es gibt Unterschiede in den Malpighischen Gefäßen und Mustern der Beinbedornung.